# Robert Georges Nivelle
Robert Georges Nivelle (født 15 oktober 1856 i Tulle, død 22. marts 1924 i Paris) var en fransk officer. Han var general og chef for den franske hær under 1. verdenskrig.

## Hæren
Han fik sin militære uddannelse i artilleriet, tog eksamen fra École polytechnique og var med det ekspeditionskorps, der  i 1900 blev sendt til Kina for at slå Bokseropstanden ned. Derefter tjente han i Afrika. Ved udbruddet af 1. verdenskrig blev han udnævnt til oberst og kommandant for 5. artilleriregiment i Besançon, hvor han med regimentet deltog i slaget ved Dornach (18. august 1914) og slaget ved Ourcq (5.-10. september 1914).
Han tjente i Indokina, i Algeriet og i Kina,
Han blev udnævnt til brigadegeneral på samme tid som Pétain i oktober 1914 ved udbruddet af 1. verdenskrig.
Den 19. april 1916 efterfulgte han Pétain som leder af forsvaret af Verdun som kommandant for 2. armé, hvorefter
han tilbageerobrede forterne Douaumont og Vaux. Efter disse sejre og fordi han lovede en hurtig
sejr, overtog han den 25. december 1916 kommandoen over de franske styrker efter general Joffre, som var blevet
udnævnt til marskal af Frankrig, men bedømtes til at være for statisk og udbrændt efter to års skyttegravskrig.
Nivelle besluttede sig for at afslutte udmattelseskrigen og iværksætte et overraskelsesangreb på de tyske styrker. Han havde lært engelsk af sin engelske mor og benyttede sine talegaver til at overtale Lloyd George til at stille de britiske styrker under sin kommando. Desværre var han ikke særlig god til at holde på en hemmelighed, og snart kom planen tyskerne for øre, så de var forberedte, da han indledte slaget ved Chemin des Dames (også kendt som Nivelles offensiv) med det resultat, at offensiven kostede 350.000 dræbte og sårede, uden at der blev opnået ret meget. Denne begivenhed førte
til mytterier i 1917.
I de første dage efter slaget ved Chemin des Dames fik han tilnavnet slagteren. Og det viste sig snart, at han havde mistet sine overordnedes tillid. I december 1917 blev han udnævnt til chef for de franske styrker i Nordafrika, langt væk fra fronten.
Han fik en vis oprejsning ved efter krigen at blive udnævnt til krigsrådgiver og få tildelt Æreslegionens Storkors og Militærmedaljen. Han døde i 1924 og er begravet i Invalidekirken i Paris.

### Karriere
- 1878: Løjtnant.
- December 1913: Oberst.
- Oktober 1914: Brigadegeneral.
- December 1915: Generalmajor.

## Udmærkelser
Franske
- Æreslegionen :

Chevalier (1895).
Officier (1912).
Commandeur (1915).
Grand Officier (1916)
Grand Croix (1920).
- Médaille militaire (1921).
- Croix de guerre 1914-1918 med tre palmer.
- Médaille Interalliée 1914-1918 de la Victoire.
- Médaille commémorative de l'expédition de Chine (1901).
- Médaille commémorative du Maroc (1909) med bånd fra "Oudjda" og "Haut-Guir".
- Médaille commémorative de la Grande Guerre.
- Kommandør for ordenen Ordre du Dragon d'Annam.

Udenlandske
- Grand-cordon i Leopoldordnen, division militaire (Belgien).
- Croix de guerre belge 1914-1918.
- Army Distinguished Service Medal (USA).
- Ridder af storkorset for Order of the Bath, (Storbritannien).
- Storkorset til Ordre Militaire de Savoie (Italien).
- Médaille d'argent de la Valeur militaire (Italien).
- Den hellige skats orden af femte klasse (Japan).
- Storkors til Ouissam alaouite (Marokko).
- Ordre de Michel le Brave af anden klasse (Rumænien).
- Sankt Georgs orden af fjerde klasse (Rusland).
- Sankt Annas orden af tredje klasse med sværd (Rusland).
- Storkors for Den Hvide Ørns Orden med sværd (Serbien).
- Storkors til Nichan Iftikhar-ordenen (Tunesien).